# بنغاس ميانماري
بنغاس ميانماري (الاسم العلمي:Pangasius myanmar ) هو نوع من الأسماك يتبع جنس البنغاس من فصيلة سلور القرش.